# 好景商業中心

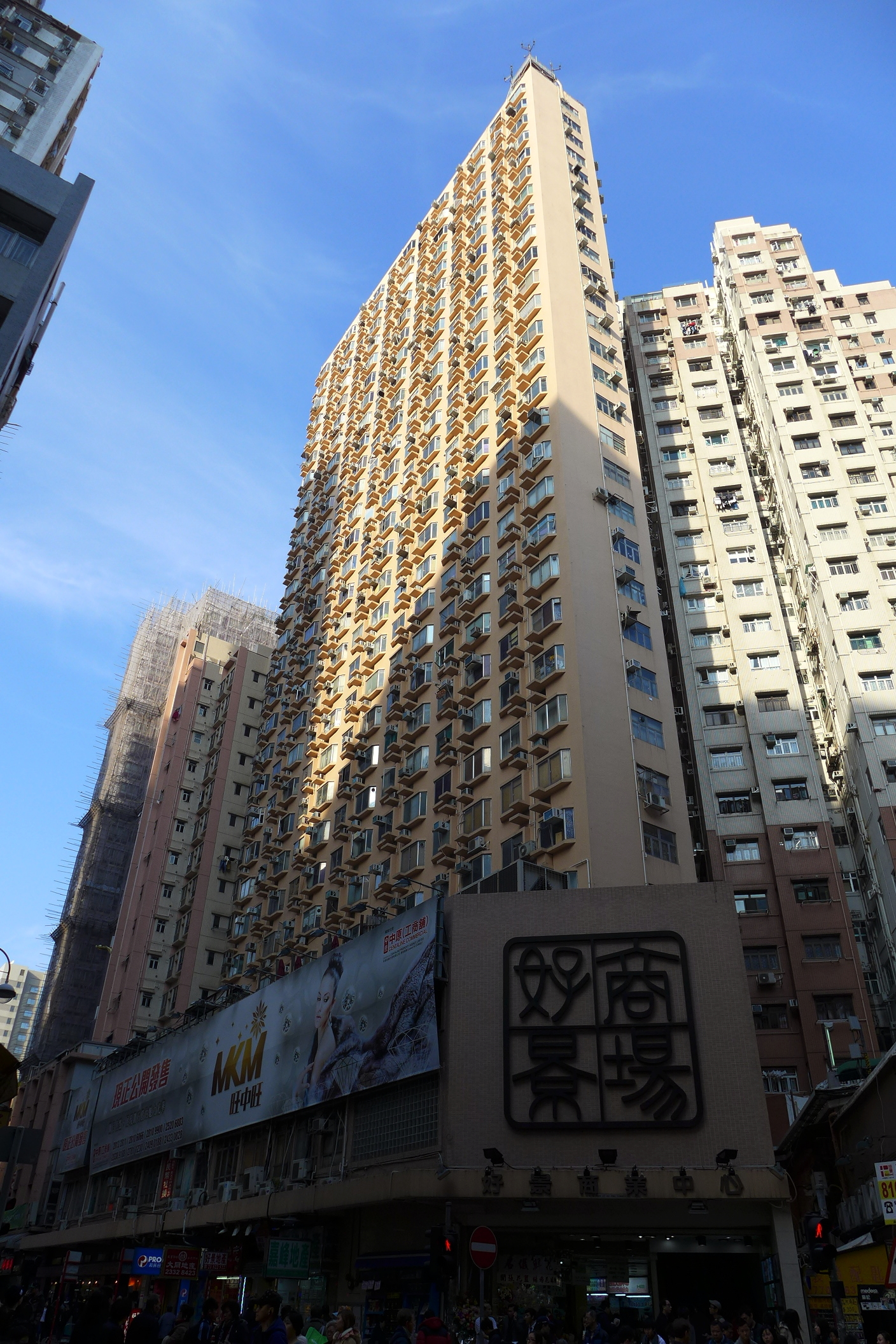
好景商業中心

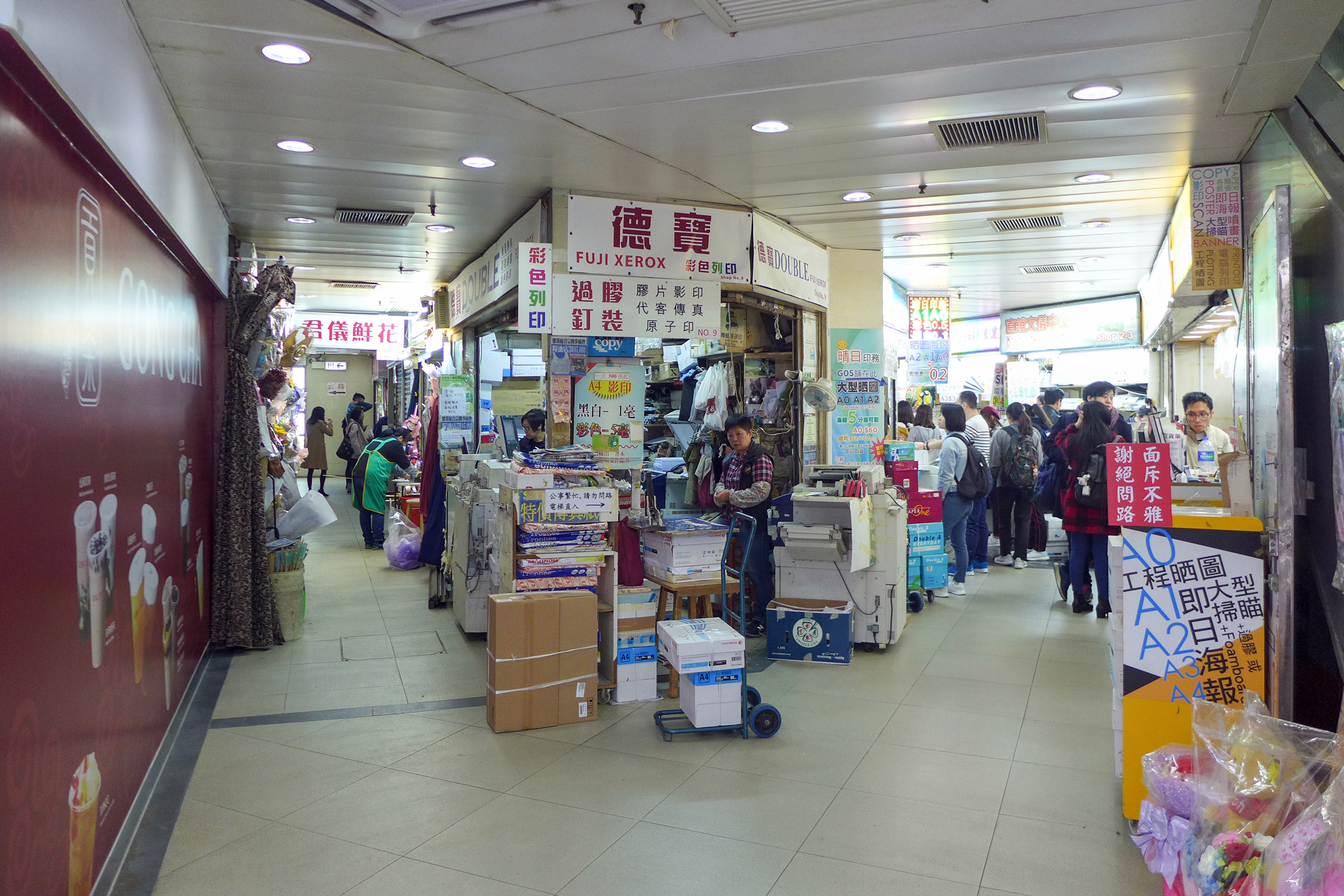
地下商場

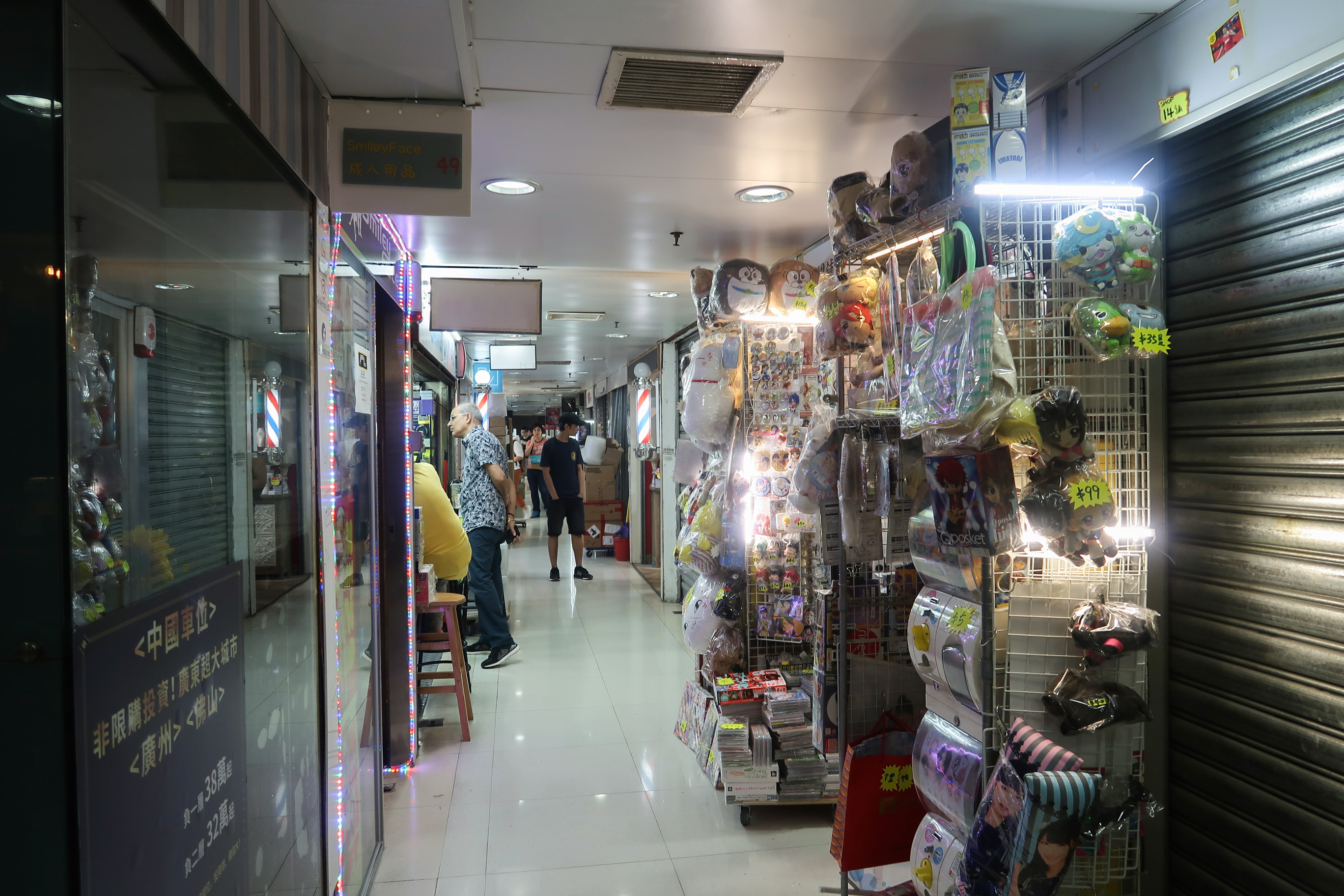
1樓商場通道

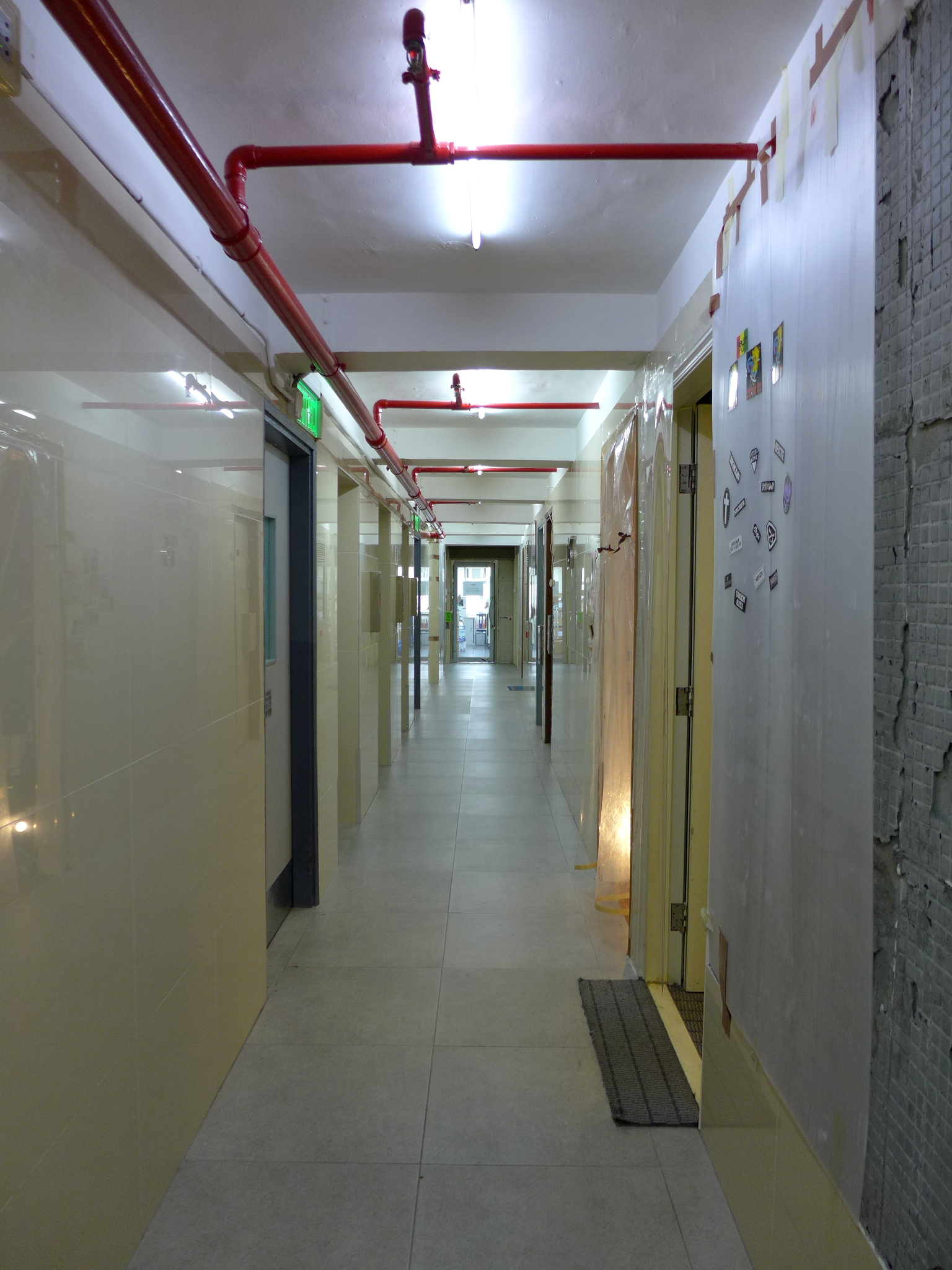
樓上商業單位通道

好景商業中心（英語：Ho King Commercial Building）及好景商場，位於香港九龍旺角登打士街與花園街交界的一個以售賣電視遊戲機、遊戲軟件、光碟為主，地鋪為印刷店為主的商場。

## 商場簡介
好景商業中心於1983年落成（42年樓齡），樓高29層，下層商場共有三層，建成約20多年來一直沒有業主立案法團。商場早期以售賣電視遊戲機、遊戲軟件、搖控模型車及零件為主，但後來卻以售賣盜版與色情光碟知名，二樓商場全層在90年代曾多間店舖售賣色情翻版光碟，與信和中心、先達廣場成為旺角三大色情光碟黑點商場之一同時商場變得龍蛇混雜，疑有黑社會幕後操控。在門口叫賣光碟的口號，成為一種另類文化。
此外，商場內多間售賣翻版及色情光碟店舖不時會被警方及海關掃蕩。警方由2001年1月至2001年6月27日，警方曾於商場進行384次巡查，共拘捕84人，搜獲二十九萬五千多隻色情VCD及二萬多隻色情DVD。另外，亦曾與海關和影視及娛樂事務處，採取了14次聯合行動。
2004年12月，原由和黃持有作傳呼台服務中心的旺角好景商場2及3樓，以4,000餘萬元售出後，新買家即時安排把該樓面拆售，並於2005年4月推售，命名為「潮人潮地」。項目樓面面積近1萬平方呎，分拆為80個舖位，店舖面積由50至200多平方呎。
2005年5月，好景商業中心業主正籌組成立業主立案法團，盼改善好景商場的形象及治安。但另一方面，淫褻色情光碟店改為進駐「樓上寫字樓」營業，使物業的樓上合法小租戶或公司不勝其煩。同年8月，商場2樓「潮人潮地」正式開幕，大部份舖頭賣年輕人潮流物品為主。商戶及顧客均表示歡迎；警方表示會繼續竭力打擊區內同類型商場內的不法活動。
商場3樓則改建為HomeFeel Cafe 咖啡室，4樓為台灣新式書室。
2012年好景商業中心商場內多數為買賣電腦遊戲軟硬件及年青人商品為主，地鋪開設地產代理公司及香港賽馬會場外投注站等。
2013年起，受團購和網購發展迅速，好景商業中心多個樓上商業單位轉型為創業者設的年青人時裝品牌、嬰兒用品店、BAND房及音樂中心等，當中以飛騰音樂中心規模及影響最大。飛騰音樂中心分別設有不同部門，其BAND房部門採用24小時的自助經營手法。警方經常接獲深夜嘈音投訴。但由於樓上商業單位存在太多類似的BAND房及錄音室，而且經營者多以「掃貨式」租用或購買整個樓層的大部份單位，使問題一直未能解決。
2014年6月底，2樓全層以約1.26億元易手，由余旻修承接，涉及建築樓面約12,000方呎，擬分拆出約79個舖位出售，建築面積由60餘至300餘方呎，入場費260萬元起，估計平均呎價逾3萬元。項目下周起收票，料最快8月底開售。

## 重大事件
- 1999年4月20日下午6時55分，警方接到一名男子電話，聲稱在商場內放置了一個炸彈，警員趕抵商場調查之際，一名商鋪男職員在一樓後梯男廁對開發現一個可疑物體，於是通知警員。警員立刻封鎖整個商場，疏散百多名遊人，同時封閉一段登打士街。爆炸品處理課晚上兩度引爆將該炸彈爆毀。[8]
- 2015年11月，大廈四部升降機因嚴重水浸故障停用，商戶出入只能行樓梯。到12月7日一名年68歲商戶行樓梯期間氣力不支，行至15樓梯間時不適暈倒，送院後證實不治。[9]

## 外部連結
- 香港網絡大典 - 好景商業中心（页面存档备份，存于）